# Shaqueel van Persie
Shaqueel van Persie (Londen, 16 november 2006) is een Nederlands voetballer die bij voorkeur als centrumspits speelt. Hij is de zoon van voormalig voetballer Robin van Persie. 
Van Persie doorliep zijn jeugdopleiding vanaf 2014 bij achtereenvolgend Manchester City, Fenerbahçe SK en Feyenoord. In 2020 kreeg hij bij Feyenoord als eerste jeugdspeler ooit de prijs voor Doelpunt van de maand.
Bij de Rotterdamse club tekende hij in 2022 zijn eerste profcontract, tot medio 2025. Dit contract werd op 9 januari 2025 verlengd tot medio 2028. Hij komt sinds medio 2023 uit voor Feyenoord onder 19 dat eerst onder leiding stond van zijn vader Robin en later Davey van den Berg.